# Astragalus apollineus
Astragalus apollineus — вид квіткових рослин з родини бобових (Fabaceae). Ареал охоплює такі країни: Греція (гори Парнас, Гіона і Йорла).

## Середовище
Цей вид можна знайти на кам'янистих місцях та осипах альпійських пасовищ, на вапняку. Вид знайдений на висотах 1200–2400 метрів. Про загрози цьому виду відомо недостатньо. Однак слід враховувати деякі загрози, зареєстровані на територіях Natura 2000, де мешкає цей вид (випас худоби, пожежі, ерозія, видалення наземних рослин (які потенційно можуть включати Astragalus apollineus), витоптування, катання на лижах (лижний комплекс існує на горі Парнас), альпінізм, дороги).